# Mauer von Geraardsbergen

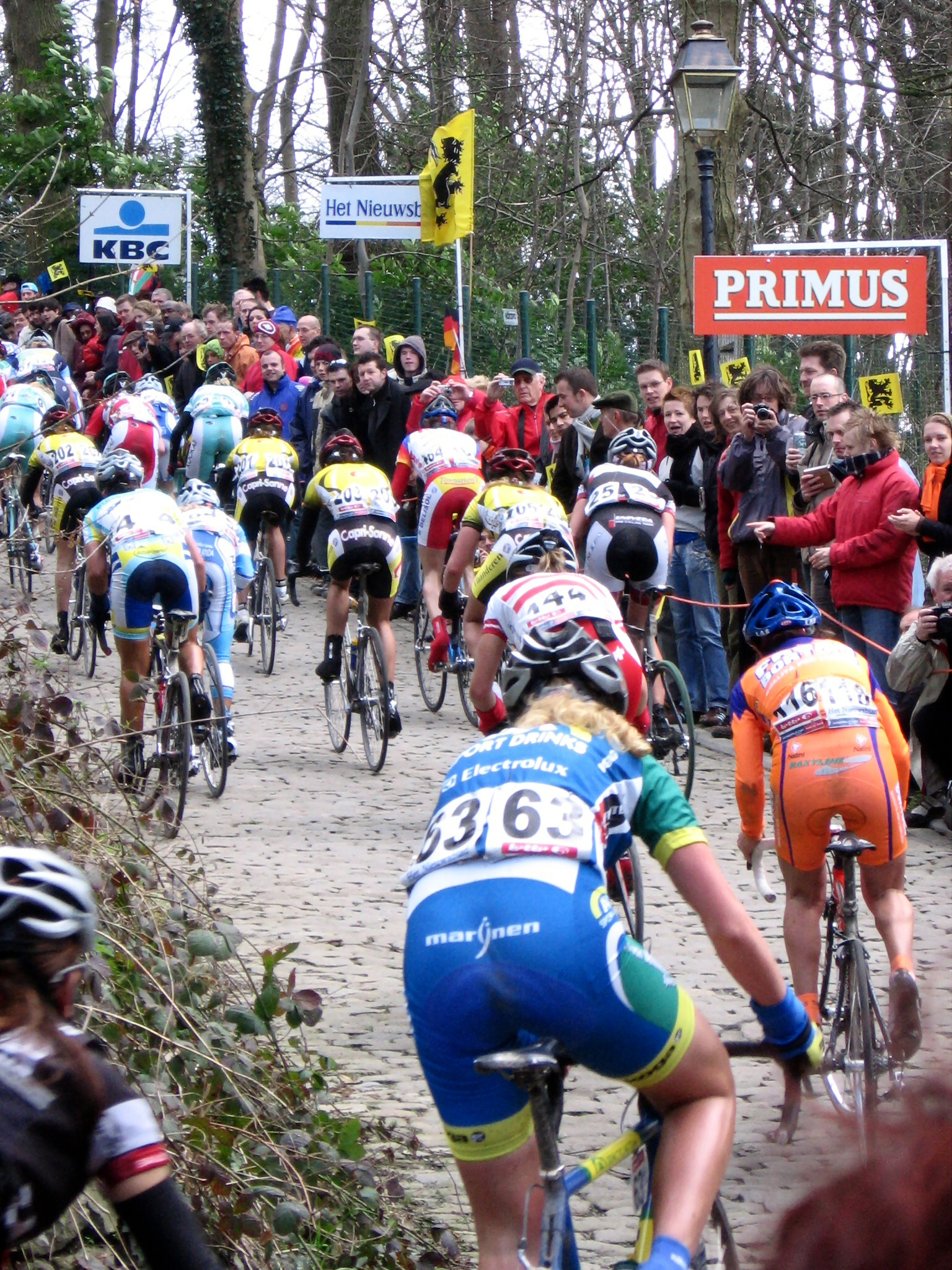
Die Mauer im April 2006 während der Flandern-Rundfahrt der Frauen

Als Mauer von Geraardsbergen wird ein Anstieg auf den Oudeberg innerhalb der flämischen Stadt Geraardsbergen bezeichnet, der vor allem als wichtiger Streckenabschnitt der Flandern-Rundfahrt bekannt geworden ist.

## Straße
Der auf Flämisch als Muur van Geraardsbergen oder Muur-Kapelmuur, auf Französisch als Mur de Grammont bekannte Anstieg ist eine schmale, grob gepflasterte Straße, die bis 2011 alljährlich im April bei der Flandern-Rundfahrt, einem der berühmtesten klassischen Eintagesrennen des Radsports, befahren wurde.
Die Straße beginnt im Ortszentrum an dem Fluss Dender und steigt zunächst rund 500 Meter lang gemäßigt an. Danach überwindet der entscheidende, von einer charakteristischen Linkskurve geprägten Teil des Anstiegs auf einer Länge von 475 Meter einen Höhenunterschied von 44 Meter. Die durchschnittliche Steigung beträgt 9,3 %, die maximale Steigung fast 20 %.
Das traditionelle Kopfsteinpflaster der Straße wurde 2003/04 für mehr als eine Million Euro aufwendig renoviert. Bei der Wiedereröffnung der Straße kurz vor der Flandern-Rundfahrt 2004 war unter anderem der belgische Premierminister Guy Verhofstadt anwesend.

## Geschichte und Bedeutung
Die Muur zählte schon Anfang der 1950er Jahre sowie in den 1970er Jahren zum Programm der Flandern-Rundfahrt. Zuletzt wurde die „Mauer von Geraardsbergen“ bis 2011 als vorletzter Hügel des Rennens, rund 16 Kilometer vor dem Ziel in Meerbeke, befahren und war der Höhepunkt des Klassikers. Letzter Anstieg der Flandernrundfahrt war bis 2011 der ebenfalls in der Nähe von Geraardsbergen gelegene Bosberg. Der neben der Muur bekannteste Anstieg des Klassikers ist aber der in den letzten Jahren nur unregelmäßig befahrene Koppenberg. Seit 2012 steht die Mauer von Geerardsbergen  nicht mehr auf dem Programm der Flandernrundfahrt. Von 2017 bis 2019 kam sie nochmals ins Programm, allerdings nicht mehr an entscheidender Stelle; seither wurde sie nicht mehr verwendet.
Die Mauer wird jedoch weiterhin in anderen flämischen Radrennen befahren, regelmäßig etwa beim ersten Frühjahrsklassiker Omloop Het Nieuwsblad. 2004 verlief eine Etappe der Tour de France über den Anstieg. Bei der 1. Etappe der Tour de France 2019 war der Anstieg die erste Bergwertung der Tour.

## Städtefreundschaft

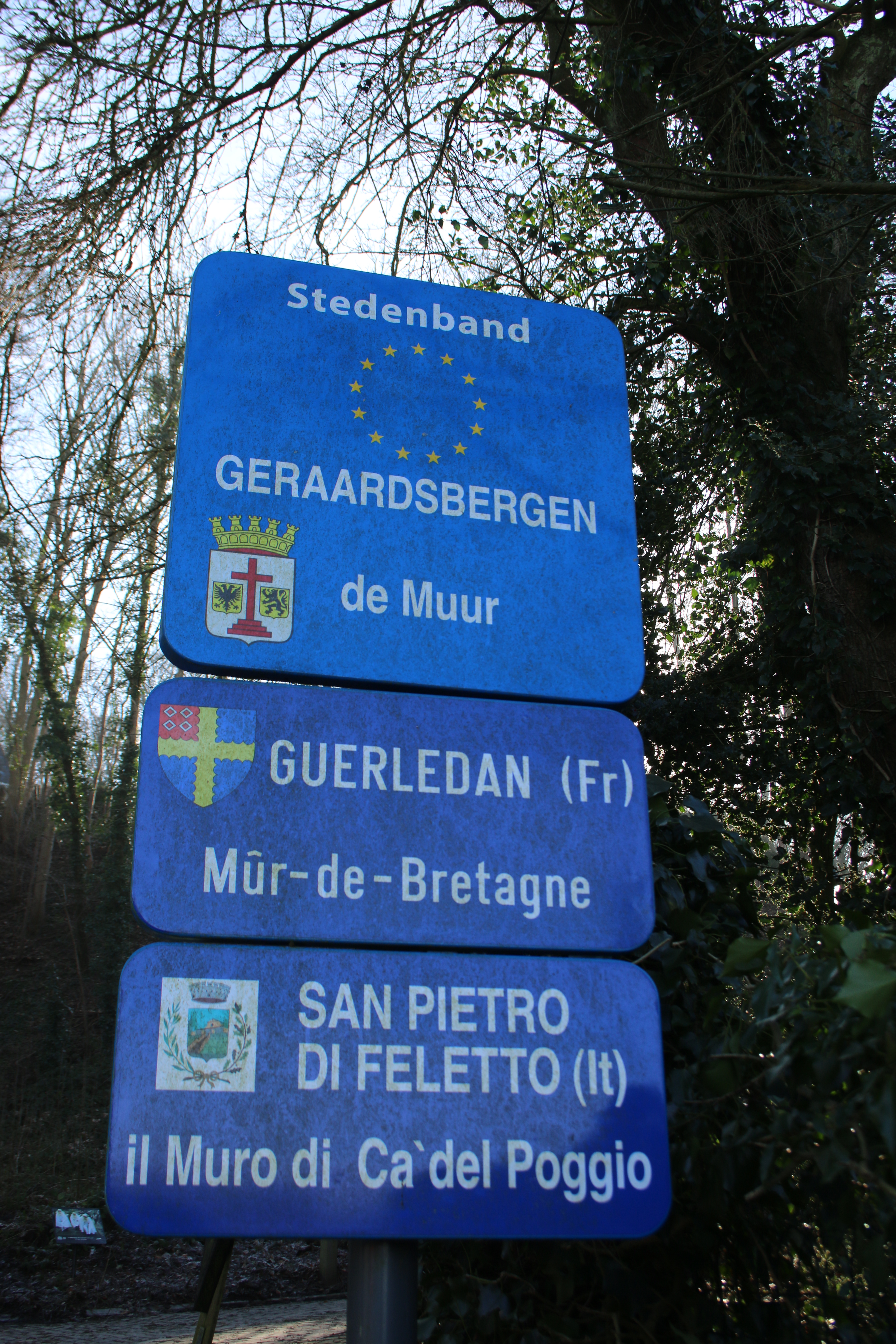
Partnerschafts-Schild am Fuße der Mauer

Seit 2015 ist die Mauer von Geraardsbergen mit der Muro di Ca’ del Poggio in Italien verschwistert; die Bürgermeister von Geraardsbergen und San Pietro di Feletto unterzeichneten eine entsprechende Vereinbarung. Seit 2018 ist auch Mûr-de-Bretagne in Frankreich Teil der Partnerschaft.  Am Fuße der drei Steigungen weisen seither Schilder auf die Partnerschaft hin.